# كونستانتيا (نيويورك)
كونستانتيا (بالإنجليزية: Constantia (town), New York)‏ هي بلدة أمريكية تقع في الولايات المتحدة في مقاطعة أوسويغو، نيويورك. يقدر عدد سكانها بـ 4,973 نسمة .